# Adelaïde Verlent
Adelaïde Verlent (Gent, 16 mei 1836 - Gent, 4 september 1904) was een Gentse onderneemster. 

## Levensloop
Ze werd in Gent geboren op 16 mei 1836. Ze huwde in 1855 met Augustus Franciscus (of François) Tierenteyn. In 1866 werd ze weduwe. Later trad ze in het huwelijk met Ernest Lacquet. Ze stierf in Gent op 4 september 1904.

## Werk
Samen met haar echtgenoot Augustus Tierenteyn vestigde ze zich in 1855 in een van de kruidenierswinkels van haar schoonfamilie. In 1862 namen ze hun intrek in een ander pand, op de Groentenmarkt 3 in Gent. Dit is het pand waar nu nog steeds de handelszaak in mosterd gevestigd is. Nadat Adelaïde Verlent in 1866 weduwe werd zette ze de zaak alleen verder onder de naam Veuve Tierenteyn-Verlent.

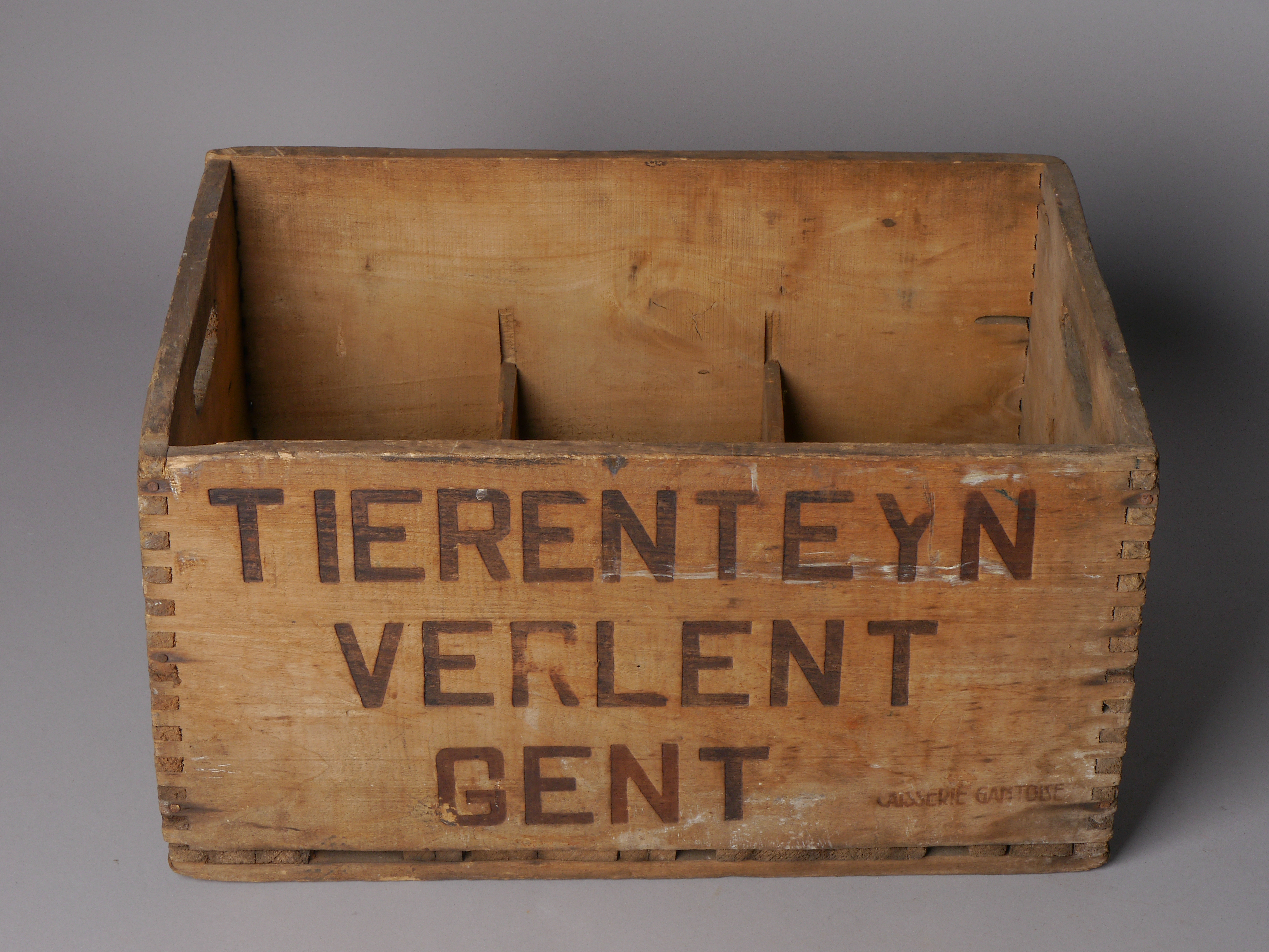
Houten krat voor mosterdpotten van het Gents bedrijf Tierenteyn-Verlent
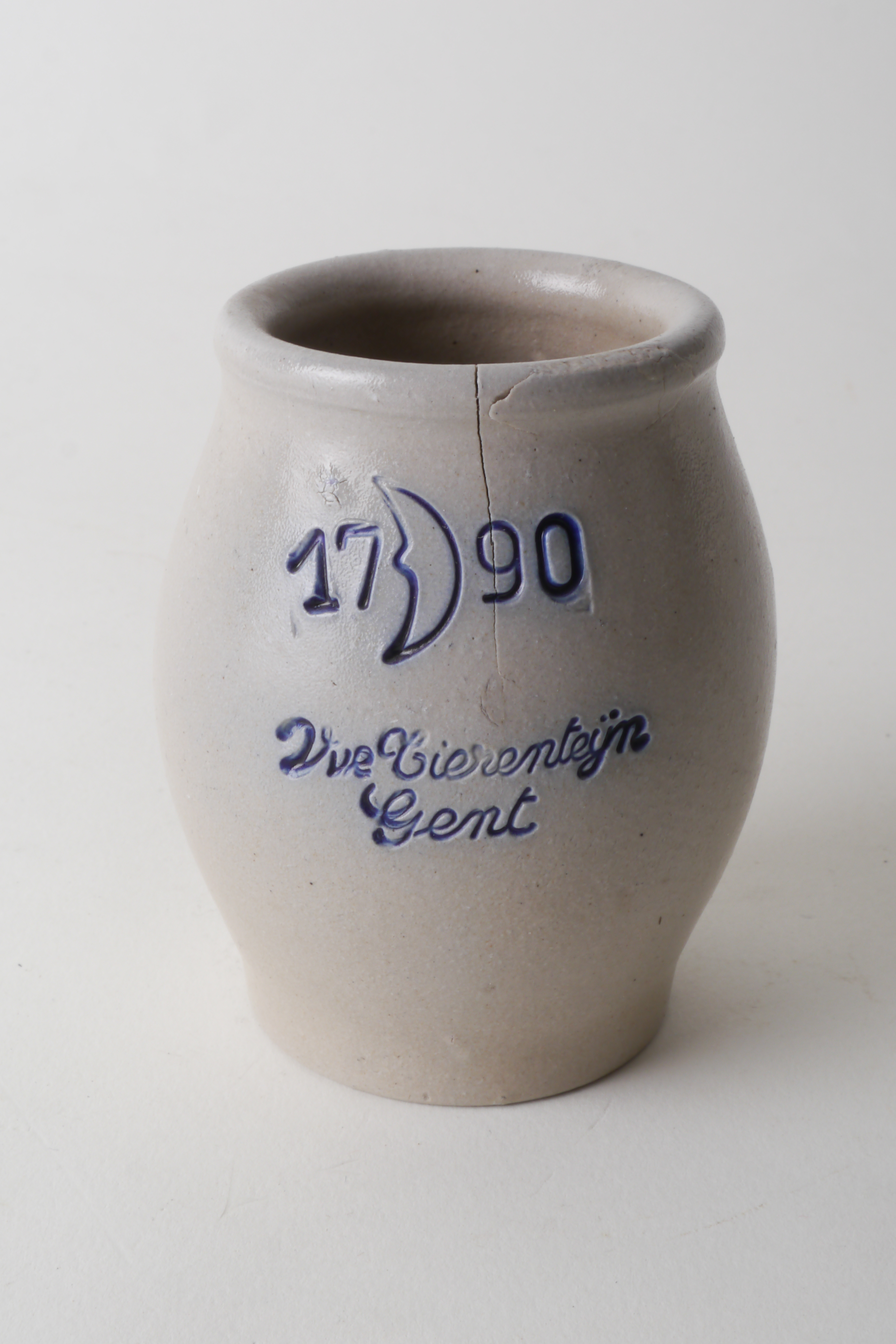
Mosterdpot van het bedrijf Tierenteyn-Verlent